# Passiflora mucronata
Passiflora mucronata Lam. – gatunek rośliny z rodziny męczennicowatych (Passifloraceae Juss. ex Kunth in Humb.). Występuje endemicznie w Brazylii w stanach Bahia, Paraíba, Pernambuco, Rio Grande do Norte, Sergipe, Espírito Santo, Rio de Janeiro oraz São Paulo. 

## Morfologia
PokrójZdrewniałe, trwałe, nagie liany.
LiścieOwalne, rozwarte lub ostrokątne u podstawy, prawie skórzaste. Mają 4–12 cm długości oraz 2,5–6 cm szerokości. Całobrzegie, z tępym lub ostrym wierzchołkiem. Ogonek liściowy jest owłosiony i ma długość 10–20 mm. Przylistki są owalnie lancetowate o długości 15–25 mm.
KwiatyPojedyncze. Działki kielicha są podłużne, biało-zielone, mają 2,7–3,5 cm długości. Płatki są podłużne, białe, mają 2,3–3 cm długości. Przykoronek ułożony jest w dwóch rzędach, biały, ma 2–10 mm długości.